# 沃特金斯 (愛荷華州)
沃特金斯（英語：Watkins）是位於美國愛荷華州本頓縣的一個人口普查指定地區。

## 人口
根據2010年美國人口普查的數據，沃特金斯的面積為1.10平方千米，當中陸地面積為1.10平方千米，而水域面積為0.00平方千米。當地共有人口118人，而人口密度為每平方千米107.27人。